# القوات المسلحة للبوسنة والهرسك
القوات المسلحة للبوسنة والهرسك (بالبوسنوية: Oružane snage Bosne i Hercegovine) هي القوات المسلحة الرسمية لجمهورية البوسنة والهرسك. تم تأسيس هذه القوات سنة 2004، من خلال اندماج كل من جيش اتحاد البوسنة والهرسك وجيش جمهورية صرب البوسنة.
تتكلف وزارة الدفاع البوسنية التي تأسست سنة 2004 بمهمة التنظيم الإداري، العملياتي، واللوجستي المتعلق مباشرة بالقوات المسلحة.

## برنامج تدريب وتجهيز القوات البوسنية
كان برنامج تدريب وتجهيز جيش اتحاد البوسنة والهرسك بعد التوقيع على اتفاقية دايتون للسلام في عام 1995 عنصرا أساسيا في الاستراتيجية الأمريكية لتحقيق سلام مستقر في البوسنة والهرسك. هدأ برنامج التدريب والتجهيز أيضًا مخاوف بعض أعضاء الكونغرس الأمريكي حول إلزام القوات الأمريكية بواجب حفظ السلام في البوسنة والهرسك. كان لإنشاء جيش اتحادي مستقر وفعال يمكن أن يردع العدوان الصربي يسمح لقوات حلف شمال الأطلسي والقوات الأمريكية بالانسحاب من البوسنة في غضون 12 شهرا.
| البلد                         | القيمة   | العتاد |
| ----------------------------- | -------- | --- |
| الإمارات العربية المتحدة      | 15 مليون | عتاد بقيمة 120 مليون • 36 مدفع هاوتزر 105مم • 50 دبابة AMX30 و31 عربة مدرعة • 8 ناقلات |
| الولايات المتحدة              |          | 109 مليون قيمة العتاد والخدمات المُقدمة • 45 دبابة أم 60، 80 ناقلة جنود، 240 مركبة ثقيلة • 15 مروحية يو اتش • 116 مدافع هاوتزر عيار 155 ملم و840 قطعة سلاح مضاد للدبابات الخفيفة • 1,000 رشاشات أم 60 و46،100 بندقية أم 16 • برنامجي المحاكاة JANUS وBBS • 2,342 جهاز راديو، 4,100 هاتف تكتيكي، مناظير |
| السعودية                      | 50 مليون | |
| الكويت                        | 50 مليون | |
| بروناي                        | 27 مليون | |
| قطر                           |          | 13 مليون قيمة العتاد • 25 ناقلة جنود مدرعة |
| ماليزيا                       | 10 مليون | |
| مصر                           |          | 3.8 مليون قيمة العتاد • 16 سلاح 150 مم • 12 مدافع الهاوتزر 122 ملم و18 مدفع مضاد للطائرات 23 ملم |
| تركيا                         |          | 2 مليون قيمة العتاد • 10 دبابات تي 55 |
| القيمة الإجمالية: 399.8 مليون |          | |

## التنظيم

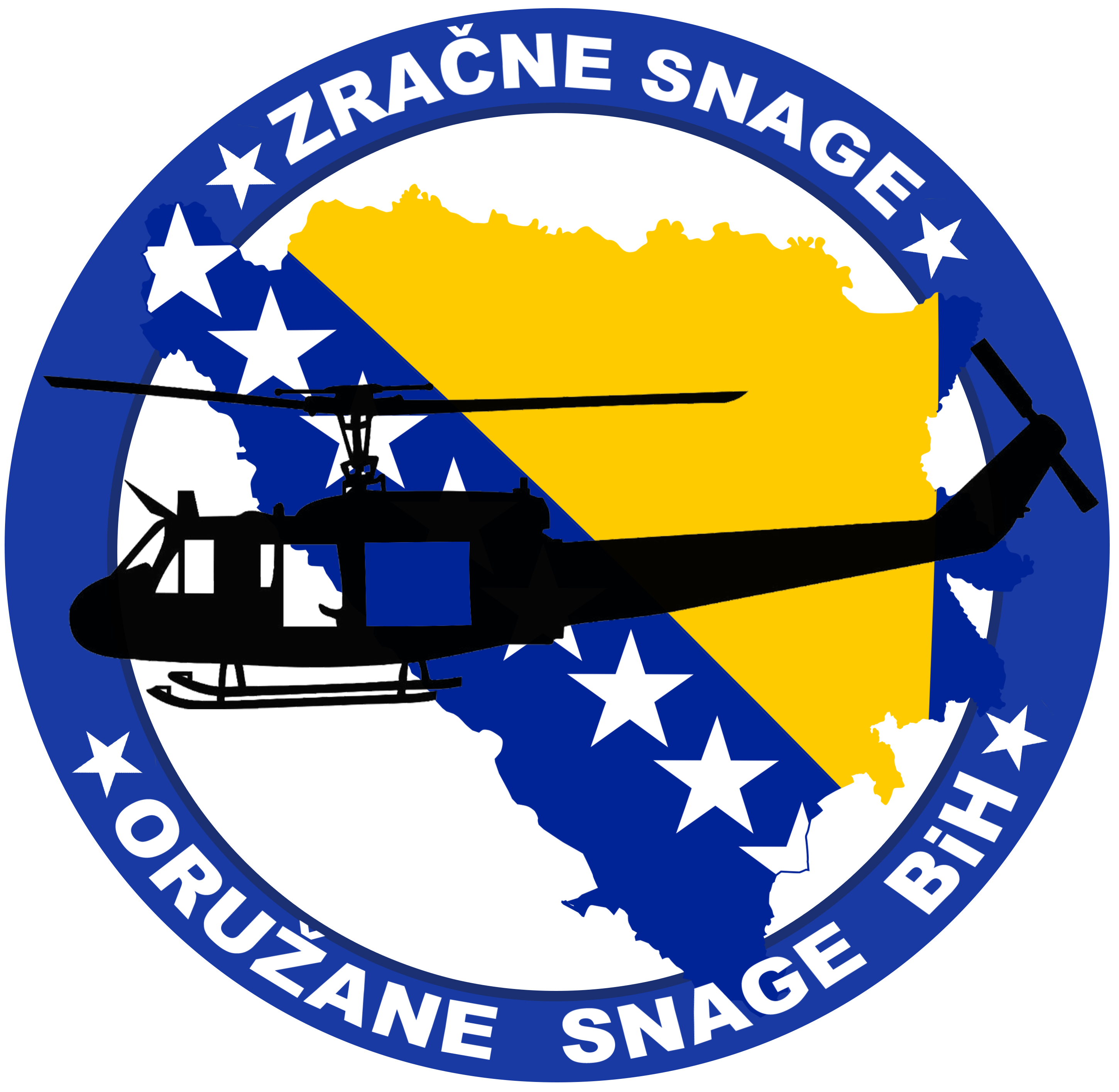
شعار القوات الجوية في البوسنة والهرسك

تقود قيادة الأركان المشتركة للقوات المسلحة للبوسنة والهرسك في سراييفو القيادات العسكرية التالية : قيادة العمليات وقيادة الدعم.
هناك ثلاثة أفواج يتكون كل منها من جنود من المجموعات الإثنية الثلاث للبوسنة والهرسك : البوشناق والكروات والصرب والتي ترجع إلى الجيوش التي تم إنشاؤها أثناء الحرب في البوسنة والهرسك. هذه الأفواج لها شاراتها العرقية المميزة وتتألف من ثلاث كتائب نشطة لكل منها. مقر الفوج لا يتوفر على قيادة عمليات. بناءً على قانون الخدمة في القوات المسلحة للبوسنة والهرسك، يضطلع مقر الفوج بالمهام التالية : إدارة متحف الفوج، ورصد العمليات المالية للفوج، وإعداد تاريخ الفوج والتحقيق فيه والاعتزاز به، ونشر نشرات إخبارية عن الفوج، والحفاظ على التراث الثقافي والتاريخي، وتقديم التوجيه خلال إقامة احتفالات ومراسيم خاصة، وتقديم التوجيه للجمارك، والزي العسكري والتنقل، ضابط السلوك داخل الفوج، ضابط الصف والنوادي العسكرية. كل فوج له ثلاث كتائب مقسمة بالتساوي بين الألوية الثلاثة النشطة للجيش.

## العتاد

### أسلحة صغيرة
| الاسم                 | بلد الأصل        | النوع         | الطراز                            | ملاحظات |
| --------------------- | ---------------- | ------------- | --------------------------------- | ------- |
| بندقية إم 16          | الولايات المتحدة | بندقية اقتحام | M16A4، M16A1                      |         |
| AR-15                 | الولايات المتحدة | بندقية اقتحام | SP1 ،A3                           |         |
| بندقية إم-4 القصيرة   | الولايات المتحدة | بندقية اقتحام |                                   |         |
| أف أن سكار            | بلجيكا           | بندقية اقتحام |                                   |         |
| هكلر آند كوخ جي36     | ألمانيا          | بندقية اقتحام |                                   |         |
| هكلر آند كوخ إتش كي33 | ألمانيا          | بندقية اقتحام |                                   |         |
| هكلر آند كوخ جي3      | ألمانيا          | بندقية اقتحام |                                   |         |
| أيه كيه-47            | الاتحاد السوفيتي | بندقية اقتحام | أيه كيه-103، أيه كيه-12، آر بي كي |         |
| زاستافا أم 70         | يوغوسلافيا       | بندقية اقتحام |                                   |         |
| زاستافا أم 72         | يوغوسلافيا       | بندقية اقتحام |                                   |         |
| إف إن فال             | بلجيكا           | بندقية اقتحام | إم دي2                            |         |
| بندقية تي 91          | تايوان           | بندقية اقتحام |                                   |         |
| بيزون إس إم جي        | روسيا            | بندقية رشاشة  |                                   |         |
| إم بي 5               | ألمانيا          | بندقية رشاشة  |                                   |         |
| شكوربيون ف 61         | يوغوسلافيا       | بندقية رشاشة  |                                   |         |
| زاستافا أم 57         | يوغوسلافيا       | مسدس          | M70                               |         |
| زاستافا سي زي 99      | يوغوسلافيا       | مسدس          |                                   |         |

### الرشاشات

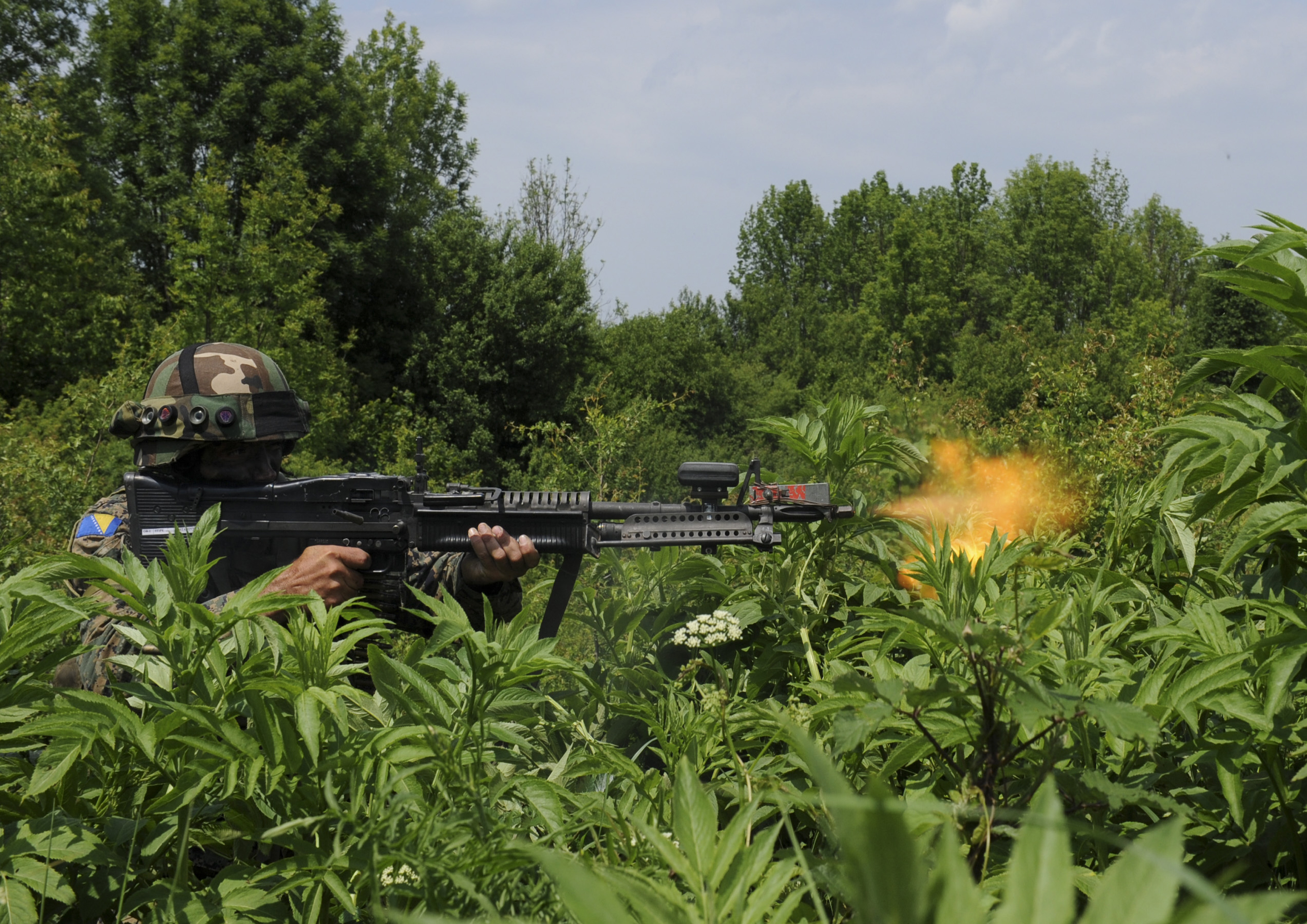

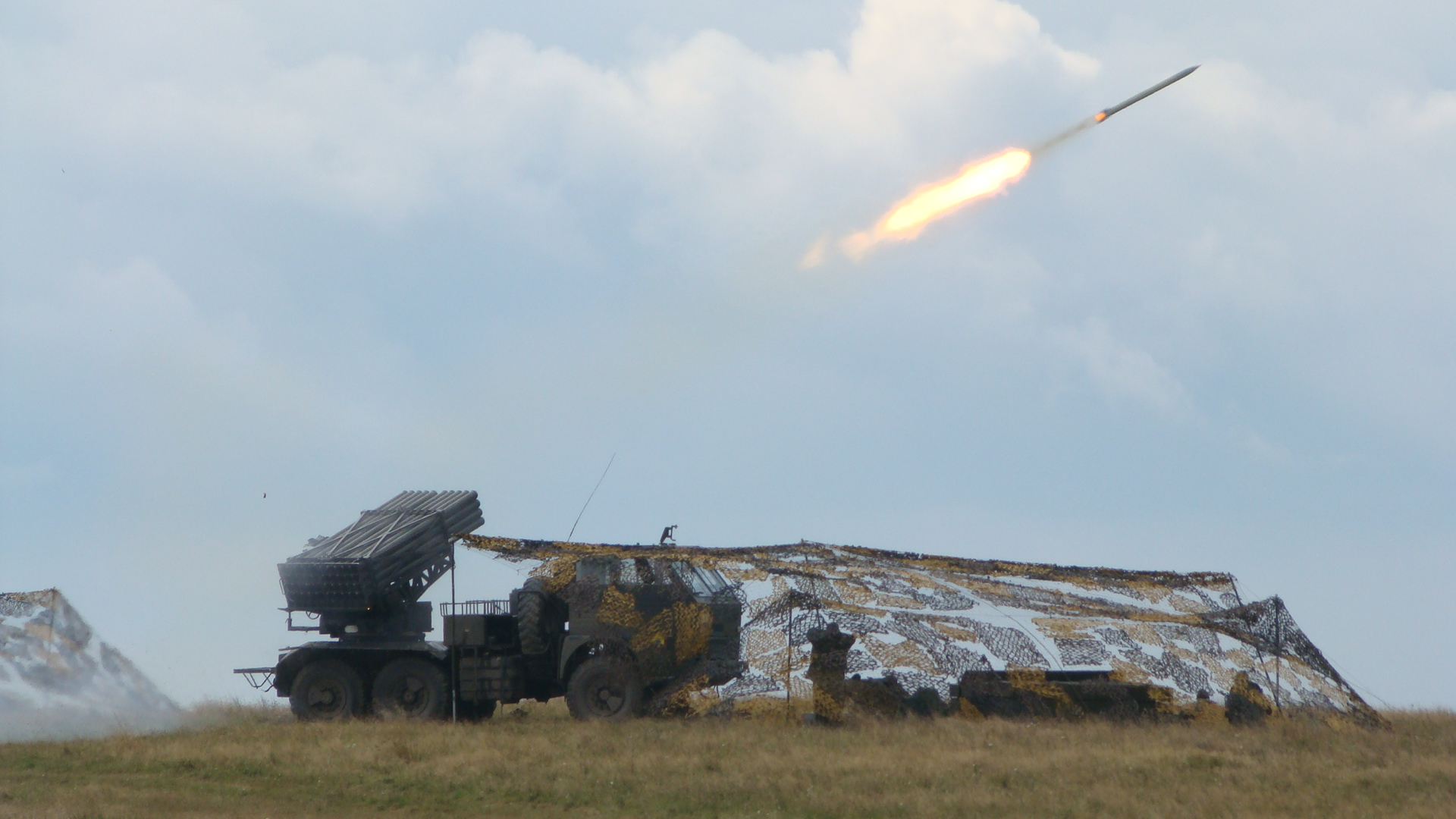
لدى القوات المسلحة للبوسنة والهرسك 36 قاذفة صواريخ رومانية الصنع من طراز بي إم-21 غراد.

| الاسم             | بلد الأصل        | النوع              | الطراز | ملاحظات |
| ----------------- | ---------------- | ------------------ | ------ | ------- |
| M60               | الولايات المتحدة | رشاش متعدد الأغراض |        |         |
| رشاش M2 Browninig | الولايات المتحدة | مدفع رشاش ثقيل     |        |         |
| إم 240            | الولايات المتحدة | رشاش متعدد الأغراض |        |         |
| زاستافا أم 84     | يوغوسلافيا       | رشاش متعدد الأغراض |        |         |
| ألتيماكس 100      | سنغافورة         | مدفع رشاش خفيف     |        |         |
| إم 249            | الولايات المتحدة | مدفع رشاش خفيف     |        |         |
| دوشكا             | الاتحاد السوفيتي | مدفع رشاش ثقيل     |        |         |
| إن إس في          | الاتحاد السوفيتي | مدفع رشاش ثقيل     |        |         |

### المدرعات
| الاسم                                       | بلد الأصل        | النوع                          | في الخدمة                                | ملاحظات |                  |                  |
| مركبة قتال مدرعة                            | مركبة قتال مدرعة | مركبة قتال مدرعة               | مركبة قتال مدرعة                         | مركبة قتال مدرعة | مركبة قتال مدرعة | مركبة قتال مدرعة |
| ------------------------------------------- | ---------------- | ------------------------------ | ---------------------------------------- | --- | ---------------- | ---------------- |
| إم-84                                       | يوغوسلافيا       | دبابة قتالية                   | 71                                       | |                  |                  |
| أي أم أكس-30                                | فرنسا            | دبابة قتالية                   | 50                                       | 50 دبابة تبرعت بها دولة الإمارات العربية المتحدة في عام 1997، 36 دبابة في الخدمة، بينما البعض الآخر في التخزين لقطع الغيار. |                  |                  |
| إم-60 باتون                                 | الولايات المتحدة | دبابة قتالية                   | 45                                       | 1996، برنامج المساعدات الأمريكي – التدريب مُضمن.                                                                             |                  |                  |
| تي-55                                       | الاتحاد السوفيتي | دبابة قتالية                   | 142 دبابة تي 55,12 دبابة تي 54           | |                  |                  |
| دبليو زد 551                                | الصين            | قانصة دبابات                   | 10                                       | |                  |                  |
| بنهارد إيه إم إل                            | فرنسا            | سيارة مصفحة                    | 10                                       | |                  |                  |
| هامفي                                       | الولايات المتحدة | سيارة مصفحة                    | 69                                       | |                  |                  |
| عربة AMX-10P                                | فرنسا            | مركبة مشاة قتالية              | 25                                       | |                  |                  |
| إم 80                                       | يوغوسلافيا       | مركبة مشاة قتالية              | 103                                      | |                  |                  |
| إم-113                                      | الولايات المتحدة | ناقلة جنود مدرعة               | 80                                       | عبارة عن مساعدة من الولايات المتحدة                                                                                         |                  |                  |
| بي أو في/30/في بي /أم                       | يوغوسلافيا       | ناقلة جنود مدرعة               | 3 (بي أو في 3) 49 (30) 39 (في بي) 8 (أم) | |                  |                  |
| بي تي أر-50                                 | الاتحاد السوفيتي | ناقلة جنود مدرعة               | 2                                        | |                  |                  |
| بي تي أر-70                                 | الاتحاد السوفيتي | ناقلة جنود مدرعة               | 3                                        | |                  |                  |
| مدفعية                                      |                  |                                |                                          | |                  |                  |
| D-30/هاوتزر عيار 122 مم D-30) 2A18)         | الاتحاد السوفيتي | هاوتزر                         | 258                                      | |                  |                  |
| D-20/ام1955 (دي-20) مدفع هاوتزر 152مم       | الاتحاد السوفيتي | Gun-howitzer                   | 13 (D-20) 15 (M84)                       | |                  |                  |
| أم-46/أم-82                                 | الاتحاد السوفيتي | مدفع ميدان                     | 61 (أم-46) 13 (أم-82)                    | |                  |                  |
| مدفع M2A1                                   | الولايات المتحدة | هاوتزر                         | 24                                       | |                  |                  |
| أم 56                                       | البوسنة والهرسك  | هاوتزر                         | 101                                      | |                  |                  |
| مدفع M114 mm howitzer/مدفع M114 mm howitzer | الولايات المتحدة | هاوتزر                         | 126                                      | 1997، برنامج المساعدة الأمريكي – التدريب مُضمن                                                                               |                  |                  |
| أم 1                                        | الولايات المتحدة | مدفع ميدان                     | 78                                       | |                  |                  |
| تي-12                                       | الاتحاد السوفيتي | سلاح مضاد للدبابات             | 42 (تي-12) 70 (أم تي-12)                 | |                  |                  |
| إل 118                                      | المملكة المتحدة  | مدفع ميدان                     | 36                                       | |                  |                  |
| مدفعية ذاتية الحركة                         |                  |                                |                                          | |                  |                  |
| فوزديكا 2أس1                                | الاتحاد السوفيتي | مدفع ذاتي الحركة               | 24                                       | |                  |                  |
| ZSU-57-2                                    | الاتحاد السوفيتي | سلاح ذاتي الحركة مضاد للطائرات | 33                                       | |                  |                  |
| راجمة صواريخ                                |                  |                                |                                          | |                  |                  |
| فجر-1                                       | الصين            | راجمة صواريخ                   | 28                                       | |                  |                  |
| بي إم-21 غراد                               | الاتحاد السوفيتي | راجمة صواريخ                   | 1 (بي إم-21) 36 (آي بي أر-40)            | |                  |                  |
| أم 63                                       | يوغوسلافيا       | راجمة صواريخ                   | 23                                       | |                  |                  |
| أم 77                                       | يوغوسلافيا       | راجمة صواريخ                   | 20                                       | |                  |                  |
| صاروخ أم 55                                 |                  | راجمة صواريخ                   | 35                                       | |                  |                  |